# Out (2002)
Out é um filme de drama japonês de 2002 dirigido e escrito por Hideyuki Hirayama. Foi selecionado como representante do Japão à edição do Oscar 2003, organizada pela Academia de Artes e Ciências Cinematográficas.

## Elenco
- Mieko Harada - Masako Katori
- Mitsuko Baisho - Yoshie Azuma
- Shigeru Muroi - Kuniko Jonouchi
- Naomi Nishida - Yayoi Yamamoto
- Teruyuki Kagawa - Akira Jumonji
- Kanpei Hazama - Mitsuyoshi Satake